# E. Barton Worthington
Pour les articles homonymes, voir Worthington.
Edgar Barton Worthington (1905-2001) est un écologiste et un administrateur scientifique britannique.

## Biographie
Fils d'Edgar et Amy Worthington, il est élève de l'école de Rugby, dans le Warwickshire, avant de poursuivre ses études, en zoologie, au Gonville and Cauis College de Cambridge. Après l'université, il travaille alternativement en Grande-Bretagne et en Afrique. Il prend part à une expédition sur les lacs africains de 1927 à 1931 puis à une expédition de recherche, toujours en Afrique, de 1934 à 1937. Elle lui vaut la médaille Mungo Park, décernée par la Royal Scottish Geographical Society .
Il est secrétaire et premier directeur à temps plein de la Freshwater Biological Association, de 1937 à 1946. Il retourne en Afrique à la fin des années 1940 en qualité de conseiller scientifique et de conseiller pour le développement. Il est directeur scientifique adjoint de la Nature Conservancy de 1957 à 1965 et directeur scientifique de l'International Biological Program (IBP), dont l'objet est de coordonner des études écologiques et environnementales à grande échelle, de 1964 à 1974. Ses centres d'intérêt comprennent la biologie de l'eau et la protection de la nature au niveau international, y compris les impacts environnementaux du drainage et de l'irrigation. Il est nommé commandeur de l'Empire britannique en 1977,.
En 1930, Worthington épouse Stella Johnson, qui avait participé aux expéditions qu'il avait entreprises et partageait bon nombre de ses intérêts. En 1933, ils publient conjointement un ouvrage intitulé Inland Waters of Africa. Ils ont trois filles, qui suivront les inclinations scientifiques de leurs parents. Deux ans après le décès de sa première épouse, survenu en 1978, il se remarie avec Harriet Stockton. Il meurt le 14 décembre 2001.

## Taxons nommés en son honneur
Worthington est commémoré via le nom scientifique d'une espèce de vipère venimeuse, Bitis worthingtoni, endémique de la haute vallée centrale du Rift au Kenya, et les noms de cichlidés endémiques du lac Victoria Haplochromis bartoni et H. worthingtoni.